# Ludwig Rottenberg
Ludwig Rottenberg (Txernivtsí, Ucraïna, 11 d'octubre de 1865 – Frankfurt del Main, Alemanya, 6 de maig de 1932) fou un director d'orquestra i compositor alemany.
Va fer els primers estudis al Conservatori de Viena, on va tenir per mestre en Robert Fuchs. Acabada la seva formació musical, exercí de pianista, viatjant amb G. Walter. H. Spies i Alicia Barbi. Des de 1888 fou director de l'Orchesterverein de l'Associació d'Amics de la Música de Viena; el 1891 fou primer director d'orquestra de l'Stadtheater de Brno; el 1892 primer mestre de l'Òpera de Frankfurt, i director dels concerts d'aquesta.